# Tyne Valley-Linkletter
Pour les articles homonymes, voir Tyne et Linkletter.
Circonscription électorale provinciale du Canada
Tyne Valley-Linkletter est une ancienne circonscription électorale provinciale de l'Île-du-Prince-Édouard (Canada). La circonscription est créée en 1996 à partir de portions des circonscriptions de 2e Prince et 3e Prince. Elle porte en fait le nom Cascumpec-Grand River jusqu'en 2007.

## Liste des députés
| Tyne Valley-Linkletter                                  | Tyne Valley-Linkletter | Tyne Valley-Linkletter    | Tyne Valley-Linkletter | Tyne Valley-Linkletter | Tyne Valley-Linkletter |
| Nom                                                     | Nom                    | Parti                     | Mandat                 | Législature            |                        |
| ------------------------------------------------------- | ---------------------- | ------------------------- | ---------------------- | ---------------------- | ---------------------- |
| Pour la période 1873-1996, voir 2e Prince et 3e Prince. |                        |                           |                        |                        |                        |
|                                                         | Keith Milligan         | Libéral                   | 1996 - 2000            | 60e                    |                        |
|                                                         | Philip Brown           | Progressiste-conservateur | 2000 - 2003            | 61e                    |                        |
|                                                         | Philip Brown           | Progressiste-conservateur | 2003 - 2007            | 62e                    |                        |
|                                                         | Paula Biggar           | Libéral                   | 2007 - 2011            | 63e                    |                        |
|                                                         | Paula Biggar           | Libéral                   | 2011 - 2015            | 64e                    |                        |
|                                                         | Paula Biggar           | Libéral                   | 2015 - 2019            | 65e                    |                        |

## Géographie
La circonscription comprend les villages de Linkletter et Tyne Valley.